# Fernando Villavicencio
Fernando Villavicencio   (Alausí, 11 d'octubre de 1963 - Quito, 9 d'agost de 2023) fou un periodista i polític equatorià. Després d'iniciar la seva carrera laboral en l'empresa estatal Petroecuador, com a dirigent sindical, va exercir com a periodista en diversos mitjans de comunicació del país, a més d'exercir com a assessor polític. El 2021, va ser escollit com a assembleista a l'Assemblea Nacional, per l'agrupació Alianza Honestidad, conformada pel Movimiento Concertación i el Partit Socialista Equatorià; càrrec que va exercir fins a 2023. Va ser candidat presidencial de la coalició Movimiento Construye per a les eleccions extraordinàries de l'Equador de 2023, però fou assassinat en rebre tres trets durant un míting polític el 9 d'agost.

## Carrera periodística i política
Va iniciar la seva carrera com un dels fundadors de Pachakutik el 1995. Va ingressar el 1996 a Petroecuador, primer com a comunicador social i després com a sindicalista fins a 1999, quan va ser acomiadat pel govern de Jamil Mahuad. Fruit d'aquest acomiadament irregular, Villavicencio va cobrar una doble liquidació amb els diners de la qual va obrir amb un dels seus germans una cadena de pizzeries.
Després, va treballar com a periodista al diari El Universo i a la revista Vanguardia. Alhora, va ser dirigent de la Coordinadora de Moviments Socials. Va denunciar diferents governs, entre els quals hi havia el de Gustavo Noboa, a qui va acusar d'haver lliurat el camp petrolier «Palo Azul» als germans Isaïes. Va crear el portal d'internet «Periodismo de Investigación», on realitzà diverses denúncies, principalment sobre corrupció en l'àmbit públic.
A les eleccions de 2021 va ser elegit assembleista nacional per l'agrupació Alianza Honestidad. La matinada del 3 de setembre del 2022, va ser víctima d'un atemptat, en què el seu domicili rebé impactes de bales. Actualment està en etapa d'investigacions l'atemptat de qui va ser víctima.
El 17 de maig del 2023, a les primeres hores del matí, el president Guillermo Lasso va signar el Decret Executiu 741, en què va activar l'article 148 de la Constitució Nacional, anomenat «mort creuada», argumentant en el seu decret l'existència d'una «greu crisi política i commoció interna» i dissolent l'Assemblea Nacional i convocant eleccions presidencials i legislatives extraordinàries per al dia 20 d'agost de 2023.

### Candidatura presidencial
Després de l'activació de la «mort creuada», Villavicencio va ser el primer a anunciar la seva intenció de participar com a precandidat presidencial. Després de diverses converses amb la coalició Movimiento Construye, a començaments de juny de 2023, va presentar la candidatura i va escollir per al seu binomi l'ambientalista Andrea González. El 10 de juny, el binomi Villavicencio-González va inscriure la candidatura.

## Assassinat
El 9 d'agost de 2023, en el marc de la campanya presidencial, Villavicencio va ser assassinat amb tres trets al cap durant un míting polític que es celebrava al nord de Quito.
La primera confirmació de la seva mort la va donar el seu amic personal i assessor de la campanya, el doctor Carlos Figueroa, que va dir que Villavicencio va rebre tres trets al cap. Quan el va examinar, ja no tenia signes vitals i va ser traslladat fins a la Clínica de la Dona, on després es va confirmar la seva mort. Poc després, Juan Zapata, ministre de l'Interior, va confirmar oficialment la mort del candidat.
Els fets es van produir cap a les 18.20, tot just acabat el míting, quan Villavicencio es dirigia cap a la camioneta de l'equip electoral, envoltat de seguidors i d'alguns guardaespatlles. Segons els testimonis, es van sentir diverses ràfegues d'armes automàtiques o semiautomàtiques i alguns trets van impactar en Villavicencio. L'agressor també va llançar una granada cap als seguidors de Villavicencio, però no va explotar. Segons el partit, homes armats van atacar les oficines del Movimiento Construye a Quito. A més del candidat, dues o tres persones van resultar ferides de gravetat i es van dur a centres de salut. El director general d'investigacions de la Policia Nacional, va afirmar que hi ha hagut també alguns policies ferits perquè Villavicencio estava protegit per efectius policials, però no va precisar quants.
La policia va detenir un sospitós, que va resultar ferit durant el tiroteig. Traslladat a un centre de salut, va morir durant el trasllat, malgrat que alguns mitjans afirmen que va morir mentre estava en custòdia de la policia. El dia següent, la policia havia detingut a sis sospitosos i es va anunciar que una delegació de l'FBI arribaria al país per ajudar en la investigació.
Poc després dels fets, el president Guillermo Lasso va convocar una reunió del Gabinet de Seguretat al Palau de Carondelet, en què hi havia presents la fiscal general de l'Estat Diana Salazar Méndez, així com els presidents del Consell Nacional Electoral i la Cort Nacional de Justícia. El president va declarar l'estat d'excepció a tot el país durant seixanta dies i tres dies de dol nacional. D'altra banda, la majoria de candidats presidencials van suspendre temporalment la campanya electoral.
Una setmana abans del magnicidi, Villavicencio havia denunciat una sèrie d'amenaces en contra d'ell i del seu equip de treball. Les amenaces, segons Villavicencio, van ser realitzades per grups de delinqüència organitzada lligats al narcotràfic, sobre els quals van pesar les denúncies fetes pel candidat a la presidència.